# DJ Herzbeat
DJ Herzbeat (bürgerlich Christoph Breier, * 15. April 1984) ist ein deutscher DJ, der vor allem im Genre Schlager aktiv ist. Ihm gelang 2019 zusammen mit Sarah Lombardi ein Hit mit der Coverversion Weekend, die im Original von Earth & Fire ist.

## Leben
In seiner Jugend begeisterte er sich für Schlagermusik. Später entdeckte er Techno und begann diese beiden von ihm favorisierten Stile zu mischen.
Er legte als DJ in Discos wie Ritter Butzke und Musik & Frieden auf, unter anderem zusammen mit Nina Queer. Im Jahr 2019 unterschrieb er bei Universal Music.
Zusammen mit dem Produzententeam Madizin produzierte er eine Clubversion für den Earth-&-Fire-Titel Weekend. Als Sängerin engagierte er Sarah Lombardi. Mit dem Song traten die beiden beim Schlagerfest Alle singen Kaiser – Das große Schlagerfest von Florian Silbereisen auf. Die Single erschien am 15. März 2019 und erreichte Platz 83 der deutschen Charts.
Sein Debütalbum Dancefieber erschien 2020.

## Diskografie

### Studioalben
- 2020: Dancefieber

### Singles
- 2019: Weekend (feat. Sarah)
- 2019: 3 Tage in Prag (feat. Axel Fischer)
- 2020: Maybe (feat. Sonia Liebing)
- 2020: Du bist schön (feat. Nathalie BW)
- 2020: Canto Per Te (feat. Pietro Basile)
- 2021: Albany (feat. Roger Whittaker)
- 2021: Immer wieder wenn die Sonne scheint (Sonia Liebing feat. DJ Herzbeat)
- 2022: Mamma Mia (Remix) (feat. Marc Kiss)
- 2022: Wir sagen danke schön (feat. Die Flippers)
- 2022: Herz Donner (feat. Joey Heindle)
- 2022: Nun sag schon Adieu (feat. Hannes Schöner)
- 2022: One WAY Ticket (für uns zwei) (feat. Sonia Liebing)
- 2022: In Venedig ist Maskenball (feat. Die Flippers)
- 2022: In deinen Armen tanzt mein Herz (feat. Goldbart)
- 2022: Ich fang dir den Mond (feat. Andreas Martin)
- 2022: Schenk mir diese eine Nacht (feat. Brunner und Brunner)
- 2022: Hurra, wir leben noch (feat. Milva)
- 2024: Ich liebe dich (feat. Clowns & Helden)
- 2024: Liebe ist mehr als nur ein Wort (feat. Paulina Wagner)
- 2024: Hitmix (feat. Andrea Jürgens)